# Monolithe de Phobos

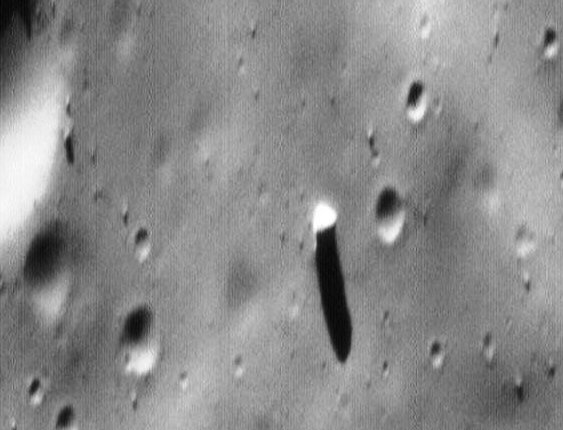
Le monolithe de Phobos (à droite au centre) photographié par Mars Global Surveyor (MOC Image 55103) en 1998.

Le monolithe de Phobos est un gros rocher présent sur Phobos, un des deux satellites naturels de Mars. Il s'agit d'un rocher d'environ 85 mètres de diamètre. Un monolithe est un bloc de pierre de grande dimension, constitué d'un seul élément. Les monolithes se produisent aussi naturellement sur Terre, mais il a été suggéré que le monolithe de Phobos pourrait être un morceau d'éjecta d'un cratère d'impact. Le monolithe est un objet lumineux près du cratère Stickney, il est décrit comme un rocher de la taille d'un bâtiment, qui projette une ombre importante,. Il a été découvert par Efrain Palermo, qui a fait de grandes études sur les images des sondes spatiales martiennes, et plus tard confirmé par Lan Fleming, un sous-traitant en imagerie au Johnson Space Center.
Le voisinage général du monolithe a été proposé comme site d'atterrissage pour un véhicule de l'Agence spatiale canadienne, financé par Optech (en) et Mars Institute (en), pour une mission inhabitée vers Phobos connus sous le nom PRIME (Phobos Reconnaissance and International Mars Exploration). La mission PRIME serait composée d'un orbiteur et d'un atterrisseur, chacun équipé de quatre instruments conçus pour étudier les aspects divers de la géologie de Phobos. À l'heure actuelle[Quand ?], PRIME n'a pas été financé et n'a pas de date de lancement prévue.
L'objet apparaît dans les images SPS252603 et SPS255103 de Mars Global Surveyor, daté de 1998. L'objet est sans rapport à un autre monolithe situé sur la surface de Mars, que la NASA a noté comme un exemple d'une caractéristique de surface courante dans cette région.